# One Hanson Place
Le One Hanson Place est un gratte-ciel de 156 mètres construit dans l'arrondissement de Brooklyn à New York en 1929.